# Cyrtophora gemmosa
Cyrtophora gemmosa är en spindelart som beskrevs av Tord Tamerlan Teodor Thorell 1899. Cyrtophora gemmosa ingår i släktet Cyrtophora och familjen hjulspindlar.
Artens utbredningsområde är Kamerun. Inga underarter finns listade i Catalogue of Life.